# Ivonir Machado
Ivonir Macuglia Machado (Cruz Alta, 15 de maio de 1960 — São José, 4 de agosto de 2023), mais conhecido como Ivonir Machado, foi um cantor brasileiro. Foi um dos fundadores do grupo Garotos de Ouro.

## Biografia
Ivonir era descendente de italianos, herdou da mãe gaiteira (e também costureira) e do pai gaiteiro (e jóquei) o gosto pela música.

## Carreira

### 1976-2005:Início da carreira e Garotos de Ouro
Iniciou carreira como ritmista em invernadas artísticas em centros de tradição gaúcha (CTGs) e concursos estudantis. Tinha como objetivo ser intérprete. Junto com os irmãos Airton, Amilton e Delonir "Neno", criou o grupo musical Garotos de Ouro.
Começou como baterista e cantor, mas em 1984 se destacou na 4° Coxilha Nativista, interpretando a música “Gaitita”, que viria a ser um grande sucesso do grupo, até que mais adiante Airton Cabral “Paulista” ingressaria como baterista e cantor e ele passa a ser o cantor principal.
Fazia em média 23 shows por mês. Ivonir venceu a Mostra Farroupilha do Rio Grande do Sul, interpretando composição de “Peão Farrapo”. Recebeu cinco discos de ouro e um disco de platina. Carismático, vendeu mais de um milhão de quinhentos mil discos, sendo conhecido como "A Voz de Ouro". Cantou sucessos como “Peão Farrapo” (1986), “Morenaça” (1989), “Surungo do Namoro” (1992), “Não Chora China Véia” (1998), “Chora no Ombro do Véio” (1999), "Me Bate Nega Véia" (2001), “Rei da Zona” (2001), "O Socadão" (2002), "Barquinho" (2003), "Chevettão" (2003), entre outros.
Integrou os Garotos de Ouro desde o início até 2005, neste período também gravou seus primeiros 5 CDs da carreira solo e com os Garotos de Ouro gravou 19 CDs e 2 DVDs, o primeiro no Rodeio de Vacaria e o segundo em Porto Alegre.

### 2005-2018:Carreira solo e Novos Garotos
Em seguida inicia seu projeto Ivonir Machado & Novos Garotos, lançando 8 CDs, 3 DVDs e muitos sucessos nos últimos anos, na sequência apenas assinando como Ivonir Machado mas com sua banda de apoio.
Entre seus sucessos de 2006 em diante, cantou sucessos como "Alô Mulherada" (2006), "Turum Tum Tum" (2006), "Ah! Essa Paixão Virou Chiclete" (2008), "Vai, Otário" (2008), "Mentirosa" (2010), "Coração de Passarinho" (2010), "Tentativas em Vão" (2011), "Mesa de Bar" (2014), "Janela de Vidro" (2017), “Tome Cachaça” (2017), entre outros.

### 2018:Último show e acidente vascular cerebral
O último show da carreira de Ivonir ocorreu na madrugada do dia 13 de janeiro de 2018, no Celeiro’s Beer, em Biguaçu. Algumas horas após a apresentação, Ivonir sofreu um acidente vascular cerebral (AVC) isquêmico. Ivonir teve um mal-estar em sua residência, em Florianópolis, e foi socorrido pelo Samu e internado às pressas no hospital Baía Sul, na capital.

## Discografia

### Garotos de Ouro

#### Álbuns de estúdio
- Canto Nativo (1976)
- Belas Lembranças (1978)
- Quando o Estouro é um Estouro (1986)
- Barbaridade Tchê (1989)
- Os Garotos de Ouro (1992)
- A Raça Campeira (1994)
- Desperta Rio Grande! (1996)
- Pago Sul (1998)
- Obrigado Patrão Velho (1999)
- Irmãos e Amigos (2002)
- Bailão dos Garotos (2004)

#### Álbuns ao vivo
- Ao Vivo em Vacaria (2000)
- Swing do Sul (2001)
- Ao Vivo em Porto Alegre (2005)

#### Coletâneas
- Os Grandes Sucessos (1993)
- Dose Dupla (1996)
- As 20 Preferidas (1997)
- Interpretam Jorginho Tchamamecero (2001)
- Músicas Gaúchas Inesquecíveis, Vol. 1, 2, 3, 4 e 5 (2008)

### Carreira solo e Novos Garotos

#### Álbuns de estúdio
- Garoto Moleque (1994)
- Moleque de Ouro (1996)
- Um Garoto de Ouro (1998)
- Espelho da Vida (2001)
- Da Hora (2003)
- Novos Caminhos (2006)
- 8 Homens e um Destino (2008)
- Incomparável (2010)
- Identidade (2013)
- Meu Jeito (2015)

#### Álbuns ao vivo
- Vaneira do Brasil (2006)
- Ao Vivo em Tubarão (2011)
- Feijoada do Ivonir (2012)
- Mesa de Bar (2014)
- Rodeio de Ouro (2014)
- Inevitável 5.7 (2017)

#### Coletâneas
- De Rodeio em Rodeio (2014)
- Grandes Sucessos de Ivonir Machado (2015)
- Grandes Sucessos de Ivonir Machado 2 - Ao Vivo (2017)

## Morte
Ivonir morreu aos 63 anos de idade no dia 4 de agosto de 2023, em São José, vítima de uma pneumonia.